# Michal Vajdička
Michal Vajdička (* 6. červenec 1976 Martin) je slovenský divadelní režisér, který působí rovněž v České republice.

## Život
Je synem divadelního režiséra Ľubomíra Vajdičky. Od roku 1993 pracoval jako osvětlovač a světelný designér ve Slovenském národním divadle a Bratislavském divadle tance. V letech 1999 – 2005 vystudoval divadelní režii na Vysoké škole múzických umění v Bratislavě. Zde byl žákem Petera Mikulíka.
Spolupracuje s divadly: Štátne divadlo Košice, Divadlo Andreja Bagara v Nitře, Slovenské národní divadlo, Národní divadlo Brno, Divadlo Aréna, Divadlo na Vinohradech či Dejvické divadlo. Na VŠMU se studenty inscenoval Shakespearův Sen noci svatojánské; inscenace získala na mezinárodním festivalu Encounter 2011 cenu za ženský herecký výkon a cenu za scénografii.
V rámci Letních shakespearovských slavností režíroval inscenace Antonius a Kleopatra a Oko za oko.
- 2012 - pedagog VŠMU, vedoucí katedry herectví[4]
- 2014 - 2016 umělecký šéf, Dejvické divadlo[5]
- 2017 - 2019 ředitel činohry, Slovenské národní divadlo[6]
- 2022 - režisér, Národní divadlo Praha[7]

## Divadelní režie
- 2004 – Martin McDonagh: Opustený západ (Osiřelý západ), Vysoká škola múzických umění v Bratislavě; inscenace obdržela cenu za nejlepší herecký výkon na mezinárodním festivalu ISTROPOLITANA 2005 a cenu diváka na mezinárodním festivalu SETKÁNÍ/ENCOUNTER Brno, 2005.
- 2005 – William Shakespeare: Othello, Vysoká škola múzických umění v Bratislavě
- 2005 – Sławomir Mrożek: Zábava, Mestské divadlo Bratislava,
- 2005 – Martin McDonagh: Krásavica z Leenane, Štátne divadlo Košice; představení bylo nominováno na cenu DOSKY 2005 v kategoriích: režie, ženský herecký výkon, představení. Obdrželo cenu Literárneho fondu (za režii, ženský a mužský herecký výkon). Divadlo rovněž obdrželo zvláštní cenu poroty 2. ročníku Festivalu inscenací současného slovenského a světového dramatu Nová dráma za objevnou dramaturgii současného dramatu.
- 2005 – Quentin Tarantino, Reservoir Dogs, Vysoká škola múzických umění v Bratislavě
- 2005 – Michal Vajdička – Peter Pavlac, Tri prasiatka, Divadlo J. G. Tajovského, Zvolen, spoluautor a režisér
- 2006 – Anton Pavlovič Čechov, Tri sestry, Štátne divadlo Košice,
- 2006 – Urs Widmer: Top Dogs, Slovenské komorné divadlo Martin
- 2006 – Marina Carr: Portia Coughlanová, divadlo Andreja Bagara, Nitra. Představení obdrželo: cenu za nejlepší herecký výkon DOSKY 2007 (Zuzana Kanócz), cenu za scénografii DOSKY 2007 (Pavol Andraško), hra byla nominována v kategorii inscenace roku DOSKY 2007. Dále obdržela cenu diváka na festivalu Nová dráma 2007 a cenu Literárneho fondu 2007 za režii
- 2006 – Miro Gavran, Keď umiera herec, Divadlo Jonáša Záborského Prešov
- 2007 – Davit Mamet: Sexuálna perverzita v Chikagu, Divadlo Kaplnka, Vysoká škola múzických umění v Bratislavě
- 2007 – Robert Thomas, Osm žen, Národní divadlo Brno; představení bylo oceněno cenou diváka města Brna 2007 a titulem nejúspěšnější inscenace sezóny 2007/2008
- 2007 – Martin McDonagh: Mrzák z Inishmaanu, Slovenské národné divadlo,
- 2008 – Dale Wasserman, Prelet nad kukučím hniezdom, Štátne divadlo Košice
- 2008 – Božena Slančíková-Timrava: Všetko za národ, Divadlo Andreja Bagara, Nitra; představení bylo nominováno ve třech kategoriích na cenu DOSKY 2008 (inscenace roku, nejlepší ženský herecký výkon - Eva Pavlíková a nejlepší scénografie - Pavol Andraško). Dále obdrželo cenu Literárneho fondu 2008 za režii a cenu Alfréda Radoka 2008 za největší zážitek ze zahraničního divadla
- 2008 - William Shakespeare: Antonius a Kleopara, Letné Shakespearovské slávnosti, Bratislava
- 2009 – Jean Anouilh: Orchester
- 2009 – Eurípidés: Medeia, Štátne divadlo Košice; představení bylo nominováno na cenu DOSKY 2009 v kategoriích: scéna, hudba, režie, ženský herecký výkon, obdrželo tuto cenu v kategorii hudba (Marián Čekovský)
- 2009 – Peter Pavlac: Cirkus, Divadlo Aréna, Bratislava
- 2010 – Pierre-Augustin Caron de Beaumarchais: Figaro, Bratislavské bábkové divadlo
- 2010 – M. D. Levin / Nikolaj Vasiljevič Gogol: Mŕtve duše, Divadlo Andreja Bagara; představení obdrželo cenu DOSKY 2010 za hudbu (Marián Čekovský). Dále bylo též nominováno na stejnou cenu v kategorii nejlepší mužský herecký výkon.
- 2010 – William Shakespeare: Oko za oko, Letné Shakespearovské slávnosti, Bratislava
- 2010 – William Shakespeare: Sen noci svätojánskej, VŠMU – divadlo Lab. Představení obdrželo cenu za ženský herecký výkon (Ivana Kubačková) a za scénografii (Ondrej Zachar) na mezinárodním festivalu SETKÁNÍ/ENCOUNTER Brno, 2011
- 2012 - Irvine Welsh: Ucpanej systém, Dejvické divadlo, Praha. Představení obdrželo cenu Alfréda Radoka 2012 v kategoriích: inscenace roku, mužský herecký výkon (Ivan Trojan)
- 2012 - Martin McDonagh: Stratiť ruku v Spokane, Slovenské národné divadlo, Bratislava
- 2012 - Rainer Lewandowski: Hamlet dnes nebude, Mestské divadlo Pavla Országha Hviezdoslava, Bratislava
- 2013 - Anton Pavlovič Čechov: Racek, Dejvické divadlo, Praha
- 2013 - Alexander Nikolajevič Ostrovskij: Dievča bez vena, Divadlo Andreja Bagara, Nitra
- 2013 - Luigi Pirandello: Jindřich IV., Divadlo na Vinohradech[8]
- 2014 - Jonathan Littell: Láskavé bohyne, Slovenské národné divadlo
- 2014 - Desatoro, Slovenské národné divadlo
- 2014 - SND, Timrava - Majling: Bál
- 2015 - Divadlo Astorka, Jama deravá
- 2015 - Letné Shakespearovské slávnosti, W.Shakespeare: Othello
- 2015 - Georges Feydeau: Len si pospi miláčik
- 2015 - SND, Denys Arcand: Úpadok amerického impéria, Invázie barbarov
- 2016 - Dejvické divadlo, Daniel Doubt (Daniel Majling): Vzkříšení[9], nominováno na inscenaci roka 2016 a nejlepší poprvé uvedenou českou hru roku 2016
- 2016 - SND, Roald Dahl: Apartmán v hoteli Bristol
- 2017 - DJKT Plzeň, A. P. Čechov: Tři sestry
- 2017 - VŠMU Bratislava, L. Pirandello: Šesť postáv hľadá autora
- 2017 - MDPOH Bratislava, Ira Levin: Veronikina izba
- 2017 - LSS Praha, W. Shakespeare: Hamlet
- 2018 - SND, Gerhart Hauptmann: Pred západom slnka, cena Dosky 2018 za najlepší herecký výkon Martin Huba, nominácia za najlepšiu inscenáciu roku a réžiu.
- 2018 - SND, Daniel Majling: Projekt 1918
- 2019 - SND, Henry Lewis, Jonathan Sayer, Henry Shields: Celé zle
- 2020 - Divadlo LOĎ, Samo Šimko: Šváby
- 2020 - MDPOH, George Tabori: Môj boj
- 2020 - ND Brno, Martin McDonagh: Velmi, velmi, velmi temný příběh[10]
- 2021 - Divadlo Astorka Korzo '90, Daniel Majling: Láska, Prsty a Salman Rushdie.
- 2021 - Divadlo A2, Samuel Šimko: Meetnight.
- 2021 - Divadlo LAB, F.Schiller: Mária Stuartová.
- 2021 - Jókaiho Divadlo v Komárne, L. Pirandello: Šesť postáv hľadá autora.
- 2021 - Dejvické divadlo, L. Pirandello: Každý má svou pravdu[11] najlepšia komédia roku 2022, najlepší ženský herecký výkon 2022 Klára Melíšková
- 2022 - Štúdio L+S, Willy Russel: Shirley Valentine.
- 2022 - Divadlo v Dlouhé, D. Majling, Světlana Alexijevič: Konec rudého člověka. Najlepšia inscenácia roku 2022, najlepší mužský herecký výkon Ján Vondráček
- 2022 - Klicperovo divadlo, Gábor Görgey, Na koho to slovo padne.
- 2022 - Národní divadlo, Karel Čapek, Hordubal.[12]
- 2023 - Národní divadlo Brno, Samuel Beckett, Čekání na Godota - nominácia Thália 2023 za mužský herecký výkon Peter Kubeš
- 2023 - Divadlo v Dlouhé, Viktor Haim, Valčík náhody
- 2023 - Slovenské národné divadlo, B. S. Timrava - D. Majling, Deti - nominácia Dosky 2023 (inscenácia, réžia, ženský herecký výkon Kamila Magálová)
- 2024 - Dejvické divadlo, Fabien Nury, Thierry Robin, Daniel Majling: Ztratili jsme Stalina
- 2024 - Národní divadlo Praha (Stavovské divadlo), Kateřina Tučková, Daniel Majling: Bílá Voda
- 2024 - Letné shakespearovské slávnosti, William Shakespeare: Skrotenie zlej ženy
- 2025 - Divadlo v Dlouhé, István Tasnádi: Kartonový taťka
- 2025 - Slovenské národné divadlo, Guy de Maupassant, Daniel Majling: Guľôčka a iné príbehy z vlaku do Calais
- 2025 - Divadlo v Stodole, Martin McDonagh: Opustený západ

## Ocenění díla
- 2005 Cena Literárneho fondu za režii představení Martin McDonagh: Krásavica z Leenane, Štátne divadlo Košice
- 2007 Cena Literárneho fondu za režii představení Marina Carr: Portia Coughlanová, divadlo Andreja Bagara, Nitra
- 2008 Cena Literárneho fondu za režii představení Božena Slančíková-Timrava: Všetko za národ, Divadlo Andreja Bagara, Nitra
- 2008 Cena Alfréda Radoka 2008 za největší zážitek ze zahraničního divadla za stejné představení
- 2012 Cena Alfréda Radoka, inscenace roku: Irvine Welsh a Daniel Majling: Ucpanej systém (Dejvické divadlo, Praha)
- 2014 DOSKY 2014 za najlepšiu inscenáciu, réžiu a mužský herecký výkon
- 2014 Cena Tatrabanky 2014 - v kategórii divadlo
- 2014 DOSKY 2014 - objav sezóny - dramaturgia (Desatoro)
- 2022 Cena Grand festival smíchu - nejlepší komédie roku 2022 (Každý má svou pravdu)
- 2022 Cena divadelní kritiky za inscenaci roku